# Odontesthes mauleanum
Odontesthes mauleanum är en fiskart som först beskrevs av Steindachner, 1896.  Odontesthes mauleanum ingår i släktet Odontesthes och familjen Atherinopsidae. IUCN kategoriserar arten globalt som nära hotad. Inga underarter finns listade i Catalogue of Life.